# Pelouses submontagnardes du plateau de Langres
Pelouses submontagnardes du plateau de Langres este o arie protejată (sit de importanță comunitară — SCI) din Franța întinsă pe o suprafață de 30 ha, integral pe uscat.

## Localizare
Centrul sitului Pelouses submontagnardes du plateau de Langres este situat la coordonatele 47°47′50″N 5°11′40″E / 47.79722°N 5.19444°E.

## Înființare
Situl Pelouses submontagnardes du plateau de Langres a fost declarat arie specială de conservare în baza directivei 92/43 din 1992 referitoare la conservarea habitatelor naturale și a faunei și florei sălbatice pentru a proteja un număr necunoscut de specii din flora spontană și fauna sălbatică aflate în arealul zonei.

## Biodiversitate
Situată în ecoregiunea continentală, aria protejată conține 5 habitate naturale: Păduri de fag Asperulo-Fagetum, Pajiști uscate seminaturale și facies de acoperire cu tufișuri pe substraturi calcaroase (Festuco-Brometalia) (* situri importante pentru orhidee), Formațiuni de Juniperus communis pe lande sau pajiști calcaroase, Fânețe de joasă altitudine (Alopecurus pratensis, Sanguisorba officinalis), Grohotișuri termofile și vest-mediteraneene.
La baza desemnării sitului se află un număr nedeclarat de specii protejate.
Pe lângă speciile protejate, pe teritoriul sitului au mai fost identificate 4 specii de plante, 3 specii de păsări, 1 specie de mamifere, 6 specii de nevertebrate, 4 specii de reptile.